# キューバ時間
キューバでは標準時に東部標準時 (EST、UTC-5)、夏時間に東部夏時間 (EDT、UTC-4)が採用されている。夏時間の実施期間は基本的にアメリカ合衆国と同じだが、開始と終了の時刻が若干異なる（開始・終了ともに現地標準時の午前0時）。過去には夏時間を通年適用したり、夏時間の開始日や終了日がアメリカ合衆国と異なることがあった。

## IANA time zone database
IANAのTime Zone Databaseには、キューバの標準時が1つ含まれている。
| 国コード | 座標        | 時間帯ID       | 注釈 | 協定世界時との差 | 夏時間 | 備考 |
| -------- | ----------- | -------------- | ---- | ---------------- | ------ | ---- |
| CU       | +2308−08222 | America/Havana |      | −05:00           | −04:00 |      |